# 朴周運
朴 周運（パク・チュウン、朝鮮語: 박주운、1909年2月8日 - 1985年3月21日）は、大韓民国の政治家、弁護士、判事。第5代韓国国会議員。
号は志松。

## 経歴
慶尚北道青松郡または京畿道驪州郡出身。大邱師範学校中退または卒業。判事任用特別考試合格後はソウル地方法院判事・驪州支院長を務めたが、李承晩政権で追放されて弁護士となった。その後の1960年3月15日に実施された大統領及び副大統領選挙無効訴訟では16人の代理人の1人を務めた。1960年の第5代総選挙では民主党の候補として驪州郡選挙区から出馬し当選した。民主党驪州郡党委員長・監察委員会副議長・中央委員、国会復興分科委員・予算決算委員を務めた。1963年の第6代総選挙でも同じ選挙区から出馬したが落選した。
1985年3月21日、持病によりソウル市江東区の自宅で死去。享年76。